# Hjärta

Datorgenererat tvärsnitt av ett hjärta.

Hjärtat är ett muskulärt organ hos människor och djur, som pumpar blod genom de kärl som är del av kroppens cirkulationssystem. Blodet försörjer kroppen med syre och näring samtidigt som det deltar i kroppens bortförsel av metabola rester. Hjärtat befinner sig i det mittersta kompartementet i mediastinum, en del av bröstkorgen.

## Struktur
Hos människor, andra däggdjur och fåglar är hjärtat delat upp i fyra hjärtrum: övre vänstra och högra hjärtrummen kallas för förmak (atria); och de bägge lägre kallas för kammare (ventriklar). Vanligen talar man om höger förmak och kammare tillsammans som högerhjärtat, medan motsvarande vänstra hjärtrum kallas för vänsterhjärtat. Fiskar skiljer sig genom att endast ha två hjärtrum, ett förmak och en kammare, medan reptiler har tre hjärtrum. I ett friskt hjärta flödar blodet endast åt ett håll genom hjärtat till följd av hjärtklaffarna, vilka förhindrar backflöde. Hjärtat omges av en skyddande säck, det så kallade perikardiet (eller hjärtsäcken), vilket även innehåller en mindre mängd vätska. Hjärtväggen består av tre lager: epikardiet, myokardiet, och endokardiet.

## Funktion och fysiologi
Hjärtat pumpar blod genom kroppens bägge kretslopp. Blod med låg syresättning i systemkretsloppet kommer in i höger förmak från vena cava superior (övre hålvenen) samt vena cava inferior (undre hålvenen) och passerar därifrån till höger kammare. Från höger kammare pumpas blodet in i lungkretsloppet för att passera genom lungorna där det syresätts samtidigt som koldioxid frisätts. Det nu syresatta blodet återvänder till hjärtats vänstra förmak, passerar in i vänster kammare och pumpas ut genom aorta till systemkretsloppet där syret sedan används och metaboliseras, bland annat till koldioxid. Utöver det transporterar även blodet näringsämnen från levern och mag- och tarmkanalen till olika organ i kroppen, och transporterar även bort restmetaboliter till levern och njurarna. Vanligtvis kommer varje hjärtslag att leda till att lika mycket blod pumpas ur höger kammare till lungorna som från vänster kammare till kroppen. Vener transporterar blod till hjärtat, medan artärer transporterar blod från hjärtat. Vener har i regel lägre blodtryck än artärer. Hjärtat kontraherar med en frekvens kring 72 slag per minut, i vila. Träning ökar denna frekvens temporärt, men sänker vilohjärtfrekvensen långsiktigt, och är gynnsamt för hjärtats hälsa.

## Klinisk betydelse
Hjärt- och kärlsjukdomar var år 2016 den vanligaste dödsorsaken i världen. Hjärt- och kärlsjukdomar stod för 31 % av alla dödsfall det året. Av dödsfallen var över 85 procent till följd av hjärtinfarkt och stroke. Riskfaktorer är bland annat rökning, övervikt, otillräcklig fysisk aktivitet, högt kolesterol, högt blodtryck, och dåligt kontrollerad diabetes med mera. Hjärtsjukdomar diagnostiseras ofta genom att lyssna till hjärtljuden med hjälp av ett stetoskop, EKG eller med hjälp av ultraljud. Hjärtats sjukdomar behandlas huvudsakligen av kardiologer, men många olika medicinska specialiteter är inblandade.

## Hjärtats tidiga utveckling

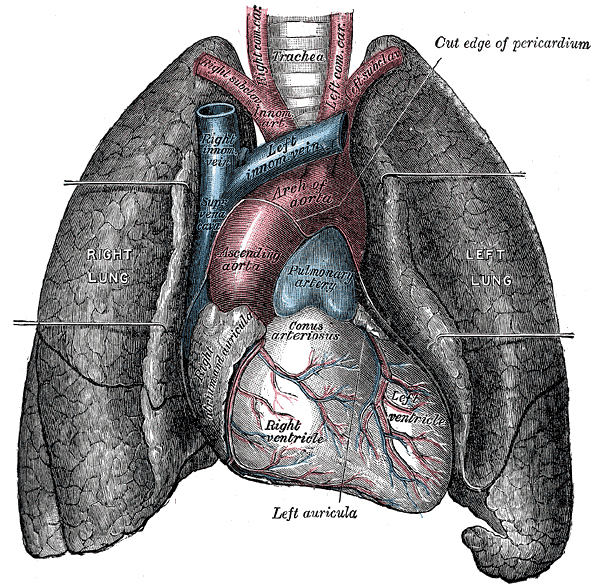
Hjärta och lungor (från en äldre utgåva av Gray's Anatomy)

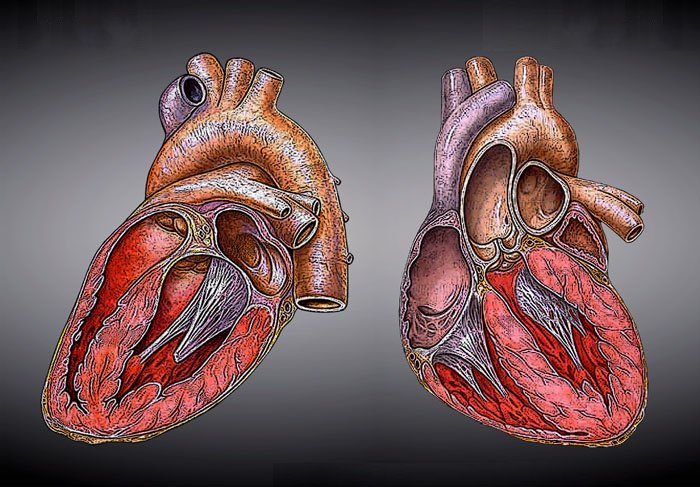
Tvärsnitt av hjärtat i motstående vyer.

Frontal vy av ett öppnat hjärta. Vita pilar indikerar det normala blodflödet.

I ett mänskligt embryo börjar hjärtat att slå cirka tre veckor efter befruktningen eller fem veckor efter den sista normala menstruationsperioden (LMP), vilket är det datum som normalt används för att datera graviditet. Embryots hjärtfrekvens ökar nionde veckan efter LMP. Ökningen är ungefär 3,3 slag/minut per dag. Därefter sjunker den ner till omkring 150 slag per minut under de följande 6 veckorna. Efter den 15:e veckan avtar minskningen och hjärtat slår då med ett genomsnitt på cirka 145 slag per minut. Det finns ingen skillnad mellan pojkars och flickors hjärtrytm före födelsen.

## Människohjärtats anatomi
Hjärtat, som väger 250–350 gram, sitter i brösthålan (thorax) mellan lungorna, strax ovanför mellangärdet, något mer åt vänster och vilar på en muskelbädd (diafragman). På grund av embryonal utveckling ligger ungefär 2/3 av hjärtats volym till vänster och 1/3 till höger om mittlinjen. Hjärtaxelns övre punkt definieras där övre hålvenen, vena cava superior, mynnar i höger förmak och den nedre punkten av hjärtspetsen.
Ytterst är hjärtat omgivet av perikardium, yttre hjärtsäcken, och tar man en titt inuti perikardiet ser man den serösa, glatta och tunna inre hjärtsäcken, epikardium. Lägger man ytterligare ett snitt i hjärtväggen så kommer man till själva hjärtmuskulaturen, myokardium. Den hinna som skiljer myokardiet och blodet kallas endokardium. En närmare blick på myokardiet inifrån, speciellt i närheten av hjärtspetsen, avslöjar hjärtmuskulaturens trabekulära organisation.
Hjärtat består av fyra skilda delar. Sedda ovanifrån är delarna:
- Höger och vänster förmak (atrium dextrum och sinistrum), och därunder
- Höger och vänster kammare (ventriklar, ventriculus dexter och sinister).

Kamrarnas muskulatur är tydligt tjockare än förmakens. Jämför man de båda kamrarna så har normalt den vänstra kammaren kraftigare muskulatur än den högra, eftersom den vänstra pumpar ut blodet i kroppen. Två av kroppens största ådror, aortan och lungartären, har förbindelse från vänster respektive höger kammare över aortaklaffen respektive pulmonalisklaffen.
Höger förmak och kammare bildar den högra sidan och är förbundna med varandra över den så kallade trikuspidalklaffen, medan vänster förmak och kammare är förbundna via mitralis- eller bikuspidalklaffen. Hjärtklaffarnas funktion är att styra blodets flöde åt rätt håll. Normalt äger inget blodutbyte rum direkt mellan den högra och den vänstra sidan.
Hjärtats pumpfunktion styrs av ett retledningsystem som skapar och överför små elektriska signaler till hjärtmuskeln.

### Blodflödet i hjärtat

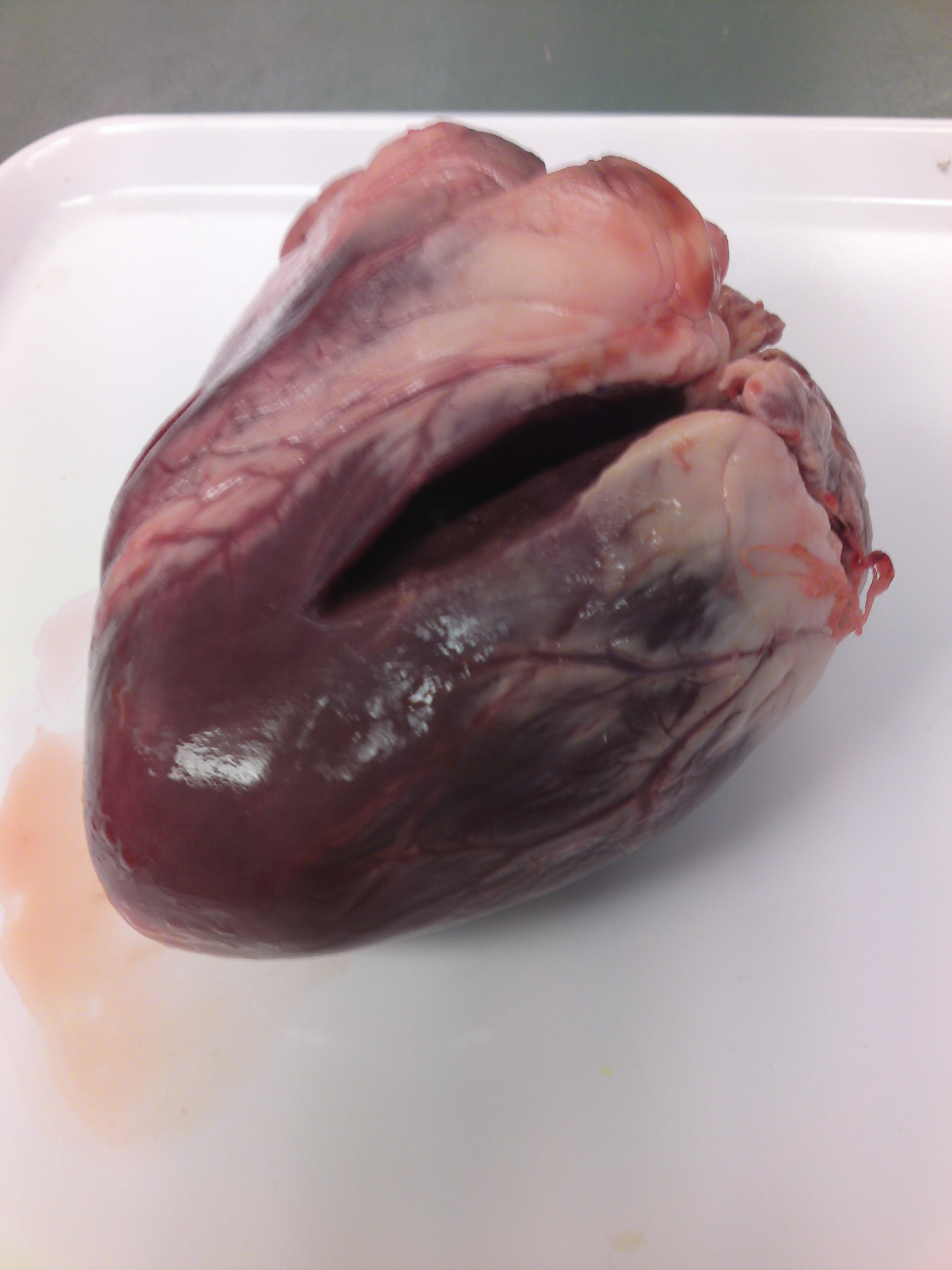
Ett delvis uppskuret hjärta från en gris som bland annat kan användas i olika slags matlagning.

Syrefattigt venöst blod från hela kroppen kommer in i höger förmak via övre och undre hålvenerna (vena cava superior och inferior) och leds ner till höger kammare genom trikuspidalklaffen. Härifrån pumpas det syrefattiga blodet genom pulmonalisklaffen, över truncus pulmonalis och till lungorna. Efter gasutbytet i lungorna, strömmar blodet tillbaka till hjärtat, först genom pulmonalvenerna in till vänster förmak, genom mitralisklaffen och till den stora vänstra kammaren. Härifrån pumpas det nu syrerika blodet genom aortaklaffen och till huvudpulsådern, aortan, där blodet vidaredistribueras till resten av kroppen.

## Hjärtsjukdomar och behandlingar
Läran om hjärtats sjukdomar och fysiologi kallas kardiologi. Det finns många hjärtsjukdomar, gemensamt kallade vitium organicum cordis. Några vanliga sjukdomar är:
- Kärlkramp i hjärtat, beror på brist av syretillförsel till hjärtmuskeln, och kan orsaka bröstsmärta (även kallad angina pectoris).
- Hjärtinfarkt som innebär att delar av hjärtat förstörs på grund av syrebrist i hjärtmuskelcellerna inom ett begränsat område som är syreförsörjt av ett visst kärl.
- Hjärtsvikt vilket är ett tillstånd då hjärtats pumpfunktion gradvis blir otillräckligt.
- Endokardit och myokardit är inflammationer av hjärtklaffarna respektive hjärtmuskeln.
- Arytmier eller hjärtrytmrubbningar är samlingsnamnet på en mängd problem som har det gemensamt att hjärtat inte slår som det borde. Det kan ibland åtgärdas genom implantat av en artificiell pacemaker.
- Medfödda hjärtfel vilket innebär en defekt i hjärtat eller de större blodkärlen hos en nyfödd.
- Sinusarrest innebär att hjärtats sinusknuta inte fungerar vilket kan leda till hjärtstopp. Vid behandling brukar pacemaker användas.

### Diagnostiska metoder
För att undersöka hjärtat används vanligtvis en och ibland flera av följande metoder:
- Auskultation
- Arbetsprov
- Elektrokardiografi
- Ekokardiografi
- Hjärtkateterisering
- Hjärtröntgen
- MR av hjärtat

### Ärftlighet
Plötsliga dödsfall inom idrotten kan bero på ett ärftligt hjärtfel som har sitt ursprung i en mutation från en släkting för cirka 600 år sedan. Två olika mutationer, genförändringar, under medeltiden har spårats till familjer i Ångermanälvens samt i Skellefte- och Piteälvarnas dalgångar vilka har gått i arv. 2012 lever det i Sverige 271 personer som vid DNA-test visat sig ha någon av dessa genförändringar.

### Vanliga läkemedel
Betablockerare är en grupp läkemedel som gör att pulsen blir långsammare, minskar hjärtats syrebehov och sänker blodtrycket.
Nitroglycerin, som i kroppen omvandlas till kväveoxid, används mot kärlkramp då det vidgar blodkärlen så att hjärtats belastning minskas genom att blodet omfördelas i kroppen så att mindre blod kommer tillbaka till hjärtat.

## Hjärta som mat
Hjärta från exempelvis kalv, älg, gris, lamm, nöt, kyckling och ren, används i matlagning, till exempel rökt renhjärta.

## Transplantation av grishjärta till människa
Den första transplantationen av ett hjärta från en genmodifierad gris till en människa, genomfördes 7 januari 2022 i Baltimore av kirurgen Bartley P. Griffith, mottagare var David Bennett (57). Han avled 8 mars 2022, drygt två månader efter ingreppet.